# Mónica de Oriol e Icaza
Mónica de Oriol e Icaza (Madrid, 25 de maig de 1961) és una empresària espanyola, presidenta del Círculo de Empresarios durant el període 2012-2015. És filla de l'arquitecte Miguel de Oriol e Ybarra, neta de José María de Oriol y Urquijo i besneta de José Luis de Oriol y Urigüen, marquès de Casa Oriol. Està casada amb Alejandro Aznar Sainz, propietari de la bodega Marqués de Riscal. És llicenciada en ciències econòmiques per la Universitat Complutense de Madrid el 1984 i diplomada en Economia de la Unió Europea per la London School of Economics. Ha estat professora de Política Econòmica a la Universitat Complutense de Madrid i al campus de Madrid de Saint Louis University.

## Càrrecs
Presideix l'empresa de seguretat Seguriber des de 1989. Ha format part del consell d'administració d'Indra i ha estat presidenta del Seniors Españoles para la Cooperación Técnica (SECOT). El 2008 va rebre el Premi Emprenedor de l'any d'ASEME i Comunitat de Madrid, i el març de 2012 fou nomenada presidenta del Círculo de Empresarios.

## Gestió polèmica
La seva gestió ha estat marcada en tot moment per la polèmica. La seva empresa Seguriber havia estat la responsable de la seguretat del pavelló Madrid Arena quan van morir cinc joves la nit de l'1 de novembre de 2012 a causa de l'excés d'aforament entre altres motius. Alhora, gràcies als seus contactes amb el Ministeri de l'Interior d'Espanya, ha mantingut contractes de protecció privada a polítics del País Basc tot i que ETA ja havia renunciat als segrests i a la via armada. Finalment, però, fou exclosa dels contractes d'empreses de seguretat privades per a vigilància exterior de les presons.
Durant 2014 va fer diverses afirmacions que provocaren rebuig i posteriors disculpes:
- Demana rebaixar el Salari mínim interprofessional a les persones sense formació laboral (abril de 2014).[9] Dos dies després va demanar disculpes.[10]
- Va titllar els sindicats de casta i afirmà que CCOO, UGT i CEOE "són l'herència dels sindicats verticals del franquisme (juny de 2014).[11][12]
- Va manifestar que preferia contractar "a una dona de més de 45 o de menys de 25 anys" per evitar "el problema" que es quedi embarassada (octubre de 2014).[13] Poc després va matisar aquestes declaracions a la Cadena SER degut a les fortíssimes crítiques.[14][15]

Finalment el març de 2015 fou substituïda en la direcció del Círculo de Empresarios per Javier Vega de Seoane Azpilicueta. En gener de 2018 va vendre Seguriber a INV Seguridad.